# Frank Klopas
Fotios "Frank" Klopas - em grego, Φώτιος «Φρανκ» Κλόπας (Prosimna, 1 de setembro de 1966) - é um treinador e ex-futebolista grego, naturalizado norte-americano.

## Carreira
Disputou a Copa do Mundo FIFA de 1994 (onde não chegou a entrar em campo), e jogou de 1988 a 1996 em seu país natal, e nesse mesmo ano se mudou de vez para os EUA, jogando pelo Kansas City Wizards e pelo Chicago Fire, quando se aposentou em 1999.
Klopas, que jogava pela Seleção de Futebol dos Estados Unidos desde 1987, nunca defendeu a seleção da Grécia, pois ele já era cidadão norte-americano desde 1983.

## Treinador
Klopas foi técnico do Montreal Impact.

## Títulos
Chicago Sting
- NASL Championship: 1984

AEK Atenas
- Superliga Grega: 1989, 1992, 1993, 1994
- Greek Super Cup: 1989
- Copa da Liga Grega: 1990

Chicago Fire
- MLS Cup: 1998
- U.S. Open Cup: 1998

### Como treinador
Montreal Impact
- Canadian Championship: 2014[1]